# Jerry Moffatt
Jerry Moffatt (* 18. března 1963 Londýn) je bývalý reprezentant a britský sportovní lezec, který jako první přelezl cestu obtížnosti 8c ve Spojeném království. V roce 1989 získal medaile ze čtvrtého ročníku prvních mezinárodních závodů Sportroccia (stříbro) a v celkovém hodnocení prvního ročníku světového poháru (bronz) v lezení na obtížnost.
V roce 2009 vydal s Niallem Grimesem svou autobiografii Revelations.

## Výkony a ocenění
V roce 1995 vydal Heinz Zak knihu Rock Stars, kde je Jerry Moffatt mezi nejlepšími skalními lezci spolu s dalšími sedmi Brity.

### Závodní výsledky
| Sportroccia | Sportroccia |
| Rok         | 1989        |
| ----------- | ----------- |
| Obtížnost   | 2           |

| Světový pohár       | Světový pohár | Světový pohár |
| Rok                 | 1989          | 1990          |
| ------------------- | ------------- | ------------- |
| Obtížnost           | 3             | ?             |
| jednotlivě* (1/4/0) | ,?,?,?,,      | ?,?,?,?,?,    |

* Poznámka: nalevo jsou poslední závody v roce

### Skalní lezení
- 1982: Supercrack, 5.12c, Shawangunks, USA - flash
- 1983: The Face, 8a+, Frankenjura, Německo - první 8a+ (X-) na světě
- 1984: Relevations, 8a+, Raven Tor, Spojené království - prvovýstup
- 1990: Liquid Ambar, 8c, Pen Trwyn, Spojené království - první přelez 8c ve Spojeném království
- 1995: Progress, 8c, Kilnsey, Spojené království - první přelez
- 1995: Evolution, 8c, Raven Tor, Spojené království - první přelez

### Bouldering
- 2002: The Ace, 8B/V13, Stanage, Spojené království - první přelez
- 1993: The Dominator, 8B/V13, Yosemity, USA - první přelez

### Film
- 1984: Moving Over Stone
- 1994: One Summer: Bouldering in the Peak
- 1996: The Real Thing, Velká Británie / Francie, 53 min
- 1998: Hard Grit
- 2001: Stick It
- 2001: Stone Love